# 王珣 (唐朝)
王珣，字伯玉，唐朝太原祁县人。王方翼的儿子。
王珣与兄长王玙、弟弟王瑨都以文学著称，时称三王。武周天授初年，王珣及进士第，应制科，授为蓝田县尉。后来以拔萃，擢升为长安县尉。武则天召他询问刑政，嘉赏他，问他的氏族，王珣说：“废后，是臣之姑母。”武则天不高兴，于是贬为亳州司法参军。唐中宗神龙初年，为河南县丞，武三思将他贬为临川县令，宋璟辅政，召授侍御史，后来出任许州长史。天旱，王珣代理刺史事，开仓赈济民众，自我弹劾，唐玄宗赦免他，升任为工部侍郎。弟弟王瑨至中书舍人。王珣为秘书少监，数年后王瑨继职秘书少监。官至右散骑常侍。去世后，赠户部尚书，谥号孝。